# セーシェルの大統領一覧
セーシェルの大統領（セーシェルのだいとうりょう、セーシェル・クレオール語: Prezidan Larepiblik Sesel、英語: President of the Republic of Seychelles、フランス語: Président de la République des Seychelles）は、セーシェル共和国の元首たる大統領である。

## 選出
大統領は国民の直接選挙により選出される。任期は5年で、4選禁止。大統領選挙に立候補する上で特に年齢制限等は設けられていないが、有権者として登録されていることが必要（セーシェルで選挙権が与えられるのは17歳から）。また大統領候補は副大統領候補も指名し、選挙戦は正副大統領候補がセットで戦う。

## 権限
セーシェルは大統領制の共和国であり、大統領は国家元首であると同時に行政府の長も兼ねる。閣僚の任免権、軍の最高指揮権、外国に派遣されるセーシェル人外交官の任命権などを持つが、任命に関する権限の行使には国民議会の承認が必要。

## 大統領の一覧
| 第一共和政 |                                               |                     |                               |                         |                              |                                  |                   |
| 代         | 大統領                                        | 大統領              | 所属政党                      | 期                      | 在任期間                     | 在任期間                         | 備考              |
| 01         | ジェイムス・マンチャム James Mancham          |                     | セーシェル民主党 (SDP)        | 1                       | 1976年6月29日 - 1977年6月5日 | 341日                            | 任期満了前に辞職  |
| 第二共和政 |                                               |                     |                               |                         |                              |                                  |                   |
| 代         | 大統領                                        | 大統領              | 所属政党                      | 期                      | 在任期間                     | 在任期間                         | 備考              |
| 02         | フランス＝アルベール・ルネ France-Albert René |                     | セーシェル人民進歩戦線 (SPPF) | 2                       | 1977年6月5日 - 1979年        | 16年 + 18日                      |                   |
| 02         | フランス＝アルベール・ルネ France-Albert René | 3                   | セーシェル人民進歩戦線 (SPPF) | 1979年 - 1984年         |                              | 16年 + 18日                      |                   |
| 02         | フランス＝アルベール・ルネ France-Albert René | 4                   | セーシェル人民進歩戦線 (SPPF) | 1984年 - 1989年         |                              | 16年 + 18日                      |                   |
| 02         | フランス＝アルベール・ルネ France-Albert René | 5                   | セーシェル人民進歩戦線 (SPPF) | 1989年 - 1993年6月23日  |                              | 16年 + 18日                      |                   |
| 第三共和政 |                                               |                     |                               |                         |                              |                                  |                   |
| 代         | 大統領                                        | 大統領              | 所属政党                      | 期                      | 在任期間                     | 在任期間                         | 備考              |
| (2)        | フランス＝アルベール・ルネ France-Albert René |                     | セーシェル人民進歩戦線 (SPPF) | 1                       | 1993年6月23日 - 1999年       | 10年 + 298日 （計 26年 + 316日） |                   |
| (2)        | フランス＝アルベール・ルネ France-Albert René | 2                   | セーシェル人民進歩戦線 (SPPF) | 2001年 - 2004年4月16日  | 任期満了前に辞任             | 10年 + 298日 （計 26年 + 316日） |                   |
| 03         | ジェイムス・ミッシェル James Michel           |                     | セーシェル人民進歩戦線 (SPPF) | 3                       | 2004年4月16日 - 2006年       | 12年 + 183日                     | 昇格 （副大統領） |
| 03         | ジェイムス・ミッシェル James Michel           | 4                   | セーシェル人民進歩戦線 (SPPF) | 2006年 - 2009年6月      |                              | 12年 + 183日                     |                   |
| (3)        | ジェイムス・ミッシェル James Michel           | 4                   | 人民党 (PL)                   | 2009年6月 - 2011年      | 党名改称                     | 12年 + 183日                     |                   |
| (3)        | ジェイムス・ミッシェル James Michel           | 5                   | 人民党 (PL)                   | 2011年 - 2016年10月16日 | 任期満了前に辞任             | 12年 + 183日                     |                   |
| 04         | ダニー・フォール Danny Faure                  |                     | 人民党 (PL)                   | 6                       | 2016年10月16日 - 2018年11月  | 4年 + 0日                        | 昇格 （副大統領） |
| (4)        | ダニー・フォール Danny Faure                  | 統一セーシェル (PL) | 2016年11月 - 2020年10月26日   | 6                       | 党名改称                     | 4年 + 0日                        |                   |
| 05         | ワベル・ラムカラワン Wavel Ramkalawan         |                     | セーシェル民主同盟 (LDS)      | 7                       | 2020年10月26日 - （現職）    | 4年 + 137日                      |                   |